# لي إي. مكمان
لي إي. مكمان (بالإنجليزية: Lee E. McMahon) هو مهندس وعالم حاسوب أمريكي، ولد في 1931، وتوفي في 1989.